# Fondazione Ismu
La Fondazione Ismu - Iniziative e Studi sulla Multietnicità è una fondazione con sede a Milano che produce e sostiene ricerche e iniziative sulla società multietnica e multiculturale e sui fenomeni migratori.

## Storia
La Fondazione Ismu è creata nel 1991 su iniziativa della Fondazione Cariplo con il nome Fondazione Cariplo-ISMU.

## Attività
Fondazione Ismu si occupa di documentazione, ricerca, informazione e formazione. La fondazione è strutturata in diversi settori di attività strettamente correlati.
- Centro Documentazione. Il centro di documentazione permetto l'accesso a documentazione specifica sui temi affrontati dalla fondazione Ismu e offre assistenza alla fruizione del materiale.[2]
- Settore Statistica. Attività di ricerca e documentazione sui fenomeni migratori.
  - Banca Dati nazionale. Raccolta di dati ufficiali relativi al fenomeno migratorio in Italia e organizzati in diverse aree: presenze, lavoro, scuola, demografica, salute, giudiziaria, rimesse, minori e dati da ricerche[3].
  - Banca Dati internazionale. Raccolta di dati ufficiali messi a disposizione della agenzie internazionali relativi ai fenomeni migratori (in particolare area europea)[4]
  - Osservatorio Regionale. ORIM Osservatorio Regionale per l'integrazione e la multietnicità (dal 2000) che studia i fenomeni migratori in Lombardia. Il sito è promosso da Regione Lombardia - DG Famiglia, Conciliazione, Integrazione e Solidarietà Sociale e gestito dalla Fondazione Ismu.[5].
- Legislazione. Attività di ricerca, documentazione e monitoraggio sulla legislazione in materia di immigrazione[6]
- Educazione. Settore dedicato a diffondere la cultura dell'integrazione e a monitorare i processi di cambiamento in atto nel sistema scolastico[7]. All'interno del settore educazione sono sviluppati progetti specifici
  - Patrimonio e Intercultura. Un progetto dedicato promuovere il patrimonio culturale come nuova frontiera per l'integrazione attraverso il sito "Patrimonio e Intercultura", percorsi di formazione, pubblicazioni e giornate di studio.
  - Educazione - Sportello Arab-informa. Un progetto dedicato a diffondere una corretta conoscenza del mondo arabo e del mondo islamico.
  - CinaInforma.
  - Certifica il tuo italiano. La lingua per l'inclusione sociale, il lavoro e la cittadinanza. Corsi di italiano per stranieri e certificazioni[8].
- Economia e Lavoro. Settore dedicato all'integrazione economica dei migranti[9].
- Internazionale. Settore dedicato alle relazioni internazionali e della rete di partner della Fondazione Ismu, in particolare con centri di ricerca, operatori e policy maker.
- Sanità e welfare. Settore dedicato in particolare all'analisi dei ricoveri ospedalieri degli stranieri in Lombardia attraverso lo studio dei dati su punti nascita e dimissioni ospedaliere. In particolare la Fondazione Ismu ha siglato nel 1999 un accordo con la Società Italiana di Pediatria (Sip/GLNBI Gruppo di lavoro nazionale sul bambino immigrato) per la realizzazione di una banca dati e la sua analisi[10].
- Religioni. Settore che studia le pratiche religiose degli immigrati e la loro rilevanza della dimensione religiosa nei processi di integrazione sociale[11].
- Famiglia e minori. Settore di ricerca creato nel 2008 e focalizzato sulla condizione dei minori e delle famiglie straniere immigrate in Italia[12].